# (681) Gorgo
Pour les articles homonymes, voir Gorgo.
(681) Gorgo est un astéroïde de la ceinture principale découvert le 13 mai 1909 par l'astronome allemand August Kopff.
Sa désignation provisoire était 1909 GZ.